# Lijst van grietmannen van Ameland
Dit is een lijst van grietmannen van de voormalige Nederlandse grietenij Ameland in de provincie Friesland tot de invoering van de gemeentewet in 1851.
| Ambtsperiode | Naam grietman                                          | Leven     | Bijzonderheden                                                  |
| ------------ | ------------------------------------------------------ | --------- | --------------------------------------------------------------- |
| 1811         | Gerrit Ferdinand van Asbeck tot Berge en Munsterhausen | 1764-1838 | maire; sinds 1821 baron                                         |
| 1816 - 1837  | Walraven Robert Jacob Dirk baron van Heeckeren         | 1779-1837 | Vader van zijn opvolger.                                        |
| 1837 - 1851  | Daniël Wigbold Crommelin baron van Heeckeren           | 1811-1888 | Zoon van zijn voorganger. Aansluitend burgemeester van Ameland. |